# 罗马里奥
羅馬里歐·德·索萨·法利亞（Romário de Souza Faria，1966年1月29日—），生於巴西里約熱內盧，巴西眾議員、足球運動員，世界足壇傳奇巴西巨星之一；綽號「獨狼」，實力雖強但個性乖戾我行我素。1994年當選世界足球先生、為巴西奪得1994年世界盃冠軍。
他是在國際比賽中入球數超越50大關的球員之一。他在2004年3月被国际足联评选为足球史上125位最优秀的足球运动员之一。2007年5月20日羅馬里奧對拉菲斯體育會時終於射入其個人職業生涯第1,000個入球，成為足球歷史上有實質紀錄以來，繼巴西的比利、費迪拉治及奧地利的賓德後，第四位在其個人職業生涯達成該里程碑，不過該1,000球包括青年隊、友誼賽與及表演賽事中所取得。
2008年4月15日已達42歲才宣佈正式退役。

2024年4月16日以58歲之高齡宣布重返賽場。
他後來加入巴西社會黨，於2010年10月在里約熱內盧州當選聯邦眾議員。2014年在同州當選聯邦參議員。2021年2月1日擔任巴西參議院第二副主席。同年加入巴西自由黨。

## 球會生涯
1966年1月29日，罗马里奥在里约热内卢北部郊区出生，家境贫困在街头打工补贴家用。进入奥拉里亚俱乐部后，进步神速，1983年，17岁的罗马里奥进入该俱乐部的一线队。
罗马里奥小时候是華斯高達伽馬足球會的球迷，1985年，在奥拉里亚队效力2年后，他转投该队，披上了華斯高的竖条球衣。1987、88年，罗马里奥两次率队夺取里约州联赛冠军，20岁时就成为了里约州最佳射手。
1988年，22岁的罗马里奥在汉城奥运会上大放异彩，6场打进7球，夺取了银牌和最佳射手，由此吸引了欧洲的注意，以280万美元转会荷兰。
燕豪芬是罗马里奥登陆欧洲的踏板，洲際盃是他表演的第一个舞台，1988年12月11日，他打进1球并在点球大战时命中，但燕豪芬惜败给蒙特維多國民，当时主帅是希丁克。加盟第一年，罗马里奥就成为联赛最佳射手（24场19球），燕豪芬夺取了联赛和杯赛双冠王。”1988年到92年，罗马里奥三夺荷兰联赛最佳射手，参赛138场打进127球，进球率接近1场1个。由于我行我素的行事风格，罗马里奥在91年和92年两次被燕豪芬禁赛。
1993年，以400万美元转会巴塞罗那。在那里，罗马里奥只踢了一年（93/94赛季），但却达到了职业生涯的巅峰。赛季处子秀，罗马里奥就上演了帽子戏法，并以30个进球成为联赛最佳射手，并率巴萨夺取西甲冠军。
对于这位独特的射手，当时的巴萨主帅克鲁伊夫曾有这样回忆：“有一天上午训练完后，罗马里奥找到我，说他要请假8天回巴西，去参加狂欢节，我说除非你周日对皇家马德里上演帽子戏法。结果，他在那场比赛中真打进了3球，巴萨赢了（5比0），赛后罗马里奥连招呼也不打就去了机场。”
1994年世界杯后，罗马里奥擅自延长假期，直到8月份才回到巴萨，结果遭到了俱乐部的巨额罚款。这次事件让双方之间产生了裂痕，罗马里奥的自由散漫让巴萨无法忍受，1995年1月，他转会弗拉门戈，身价是450万美元。在巴西，上万人上街欢迎罗马里奥的到来，他则以半个赛季29球相回报。
离开巴萨后，罗马里奥开始了漂泊生涯，1996年夏天，他以800万美元加盟西甲瓦伦西亚，但由于和主教练拉涅利不和，一度被租借回弗拉门戈。97年12月，瓦伦西亚将罗马里奥卖回弗拉门戈。
2000年，罗马里奥回到華斯高，一年里打进74球，2001年36岁时，仍夺取了联赛最佳射手。后来，罗马里奥为了150万美元到西亚效力3个月，后辗转弗卢米嫩塞队，如今仍在达伽玛队效力。2005年，罗马里奥打进22球，在年近40岁时再夺巴西最佳射手称号！
截至2005年底，罗马里奥在职业生涯中共打进941球。在罗马里奥的近千个入球中，大部分是在禁区内完成的。

## 國際賽生涯
羅馬里奧14歲加入巴斯克少年隊，1987年入選國家隊。羅馬里奧在1988年漢城舉辦的奧運會足球賽一舉成名。在這屆奧運會上羅馬里奧獲得了最佳射手獎稱號，這也是他和貝貝托的首次合作，隨後他們在隔年贏下了美洲杯，1990年世界杯看似前景大好。沒想到賽前他右腿骨折，傷癒後只替補參加了對蘇格蘭的比賽，巴西隊則在十六強賽早早敗給了馬拉度納領軍的阿根廷。
1994年美國世界杯，巴西晉級世界杯的道路並不平坦，在預選賽最後一戰必須擊敗烏拉圭的情況下，中途入隊的羅馬里奧打進了關鍵的兩球。賽后，他成了巴西隊的英雄。美國世界杯上，從小組賽開始，羅馬里奧和他的搭檔貝貝托組成夢幻組合一道開始了征服。直至決賽，他在6場比賽中打進5球，在唯一沒有破門的一場，他還助攻白必圖擊敗了美國隊。決賽被稱作羅馬里奧和巴吉歐的對決，但真正起到主導作用的卻是门框：在歷史上第一次決賽點球決勝中，巴治奧將球踢出了橫梁，羅馬里奧的點球擊中立柱後彈入網窩，這咫尺間的差別決定了誰是那一屆世界杯的王者。最終巴西奪得美國世界盃冠軍。
隨後，世界杯當時還坐在板凳席上的羅納度以新星之姿橫空出世，兩人在1997年合作橫掃了美洲杯和洲際杯兩項國際大賽，兩人更是在洲際杯的決賽一同上演了帽子戲法，以6-0的比數狂勝澳洲隊而封王，這對組合的攻擊力令全世界為之震驚，也因此1998年世界盃大赛前，不少人認為這個新夢幻組合會在98世界杯大放異彩，可惜他突然受伤退出，在宣布退出98世界杯的發布會上，羅馬里奧第二次哭了，他的淚水令很多人為之動容，而更多人則為看不到新夢幻組合在98世界杯而遺憾。他原來的位置由高齡34歲半的貝貝托補上，最終那年的巴西在決賽0-3不敵法國奪得亞軍。2002年世界盃則和是總教練斯科拉里起了衝突而遭到封殺，但當屆預選賽時前半段，羅納度長期養傷沒能出賽，巴西大有出局的危險，後來沒辦法，又把羅馬里奧重新召回，結果巴西起死回生，羅馬里奧以8球的成績和並列為隊內預選賽最佳射手，但最終還是沒能入選巴西隊的最終名單，世界杯賽場上，傷癒復出的羅納度無人能擋，而羅馬里奧只能在場外看著巴西奪下史無前例的第五冠。
2004年11月10日夜晚的洛杉矶的纪念馆球场，38岁的罗马里奥举行了"盛大的告别"退役赛，正式结束自己的国脚生涯。褪下黄衫之时，罗马里奥泪洒桑巴战衣。比赛双方是1994年夺得世界杯的巴西国家队与1994年的墨西哥队。當年的队长邓加把袖标给了今天的主角罗马里奥，凭借罗马里奥的两个进球，'94巴西队2比1战胜了'94墨西哥队。墨西哥上半场先进一球，罗马里奥在第61、86分钟让前世界冠军们完成逆转，不过他没能把球打进坎波斯的球门——后者在守了上半场之后就甩下手套当了45分钟前锋。比赛结束之后，在55000名球迷面前，在这块10年前留下光辉足迹的地方，罗马里奥进行绕场一周的致意，当夜空中烟花闪现的时候，老朋友们簇拥下的罗马里奥流泪了，泪水滴在他金黄的11号球衣，洒在生命中最辉煌的一方土地。

## 技术特点
“罗马里奥所有的活動都是在一块明信片大小的区域里完成的。”94年巴西队队长邓加说，这话有两层意思，罗马里奥很懒，跑动不多，但即使他再懒，也能一个接一个的进球。
不过，别说罗马里奥只是禁区之王，效力巴萨时，他曾打进过这样一个进球：对手是毕尔包，罗马里奥反越位成功，在刚过中圈一点接到队友的挑传，如果停球后向前冲刺，就会是一次单刀，但他胸部停球后，没等皮球落地，原地一脚远距离凌空将球轰入了网窝。独狼的特长是他恐怖的爆发力，平常看似在場上散步的他，在看到機會而启动的那一瞬間，也许没有人能比他更快。
另外，罗马里奥可以用多种方式破门，最具個人特色的是他時常以腳尖輕點（toe poke，一種在五人制足球中常使用的技巧）射門，而非以腳背踢球。1994年世界杯对瑞典的小组赛，罗马里奥曾在众人包夹下轻巧的用脚尖捅射。而1994年罗马里奥弹射攻破荷兰大门的那一脚，更被奉为异类射门方式的经典：貝貝托於左側傳中，球送到十二碼點上的羅馬里歐面前時，他左腳在後、而往前跨出的右腳懸空，此時他沒有用伸出去的右腳停球，而是再把右腳小腿往前伸出一點，就在大家以為他踢的時間早了一點，將會碰不到球，必須要停球再補射時，他左腳一蹬讓自己又往前移了一些，那個傳中球便在空中撞到了他的右小腿後彈進球門；而荷蘭門將德胡耶和緊追在羅馬里歐身後的後衛法尔克斯想不到他能這樣以如此詭異的方式攻門，兩人甚至還來不及做出任何攔截的動作。2002年世界盃朗拿度对土耳其的那腳人叢中的捅射令人叫絕，朗拿度也驕傲地稱這種來自幼時街頭踢五人制足球時學來的射門方式，是向他的偶像羅馬里奧致敬；2014年世界杯開幕戰時，奧斯卡完場前也以此法踢進一球，賽後記者會上他同樣稱呼該次進球為一個「羅馬里歐式」的進球。

## 榮譽
- Rio de Janeiro State Championship (1985-1999) - 四屆冠軍，七屆神射手
- 荷蘭盃 (1989, 1990) - 兩屆冠軍
- (1989, 1991, 1992) - 三屆冠軍及神射手
- 漢城奧運會 (1988) - 銀牌
- (1989-1997) - 两屆冠軍，两届亚军及一屆神射手
- (1994) - 冠軍及神射手
- 美國世界盃 (1994) - 冠軍、最有價值球員及金球獎
- (1997) - 冠軍及神射手
- Mercosur Cup (2000) - 冠軍
- Brazilian Championship (2000) - 冠軍
- 沙灘足球世界盃 (2005) - 季軍

## 外部連結
- sambafoot.com：罗马里奥簡介 （页面存档备份，存于）

| 前任： 沙維奧拿 | 南美足球先生 2000年 | 繼任： 列基美 |